# Musée d'Angoulême
Le musée d'Angoulême (auparavant « musée des beaux-arts d'Angoulême ») est situé au cœur du centre historique d'Angoulême, à proximité immédiate de la cathédrale Saint-Pierre.
Labellisé « musée de France », il présente d'importantes collections archéologiques, ethnographiques et artistiques, et accueille également des conférences et des expositions temporaires.

## Présentation
Le musée des beaux-arts d'Angoulême est un des principaux musées de la capitale charentaise, avec le musée archéologique, le musée de la résistance et de la déportation et le musée du papier. C'est aussi le plus ancien et il a longtemps été appelé le Musée d'Angoulême. Aménagé dans l'ancien évêché depuis 1920 (après avoir été longtemps installé dans l'hôtel de ville), il est modernisé une première fois de 1979 à 1983 (ouverture de nouvelles salles) puis de nouveau de 2002 à 2008 (réaménagement du bâtiment). Le chantier est confié aux architectes Stéphane Barbotin-Larrieux et Paul Gresham.
L'entrée principale est déplacée, les visiteurs accédant désormais au musée par le square Girard II (du nom de l'évêque à l'origine de la construction de la cathédrale). L'accès aux collections est payant depuis 2016.
Les principales pièces sont exposées sur trois niveaux, desservies par un escalier permettant, grâce à des baies vitrées, de voir et d'apprécier la cathédrale à des hauteurs différentes.

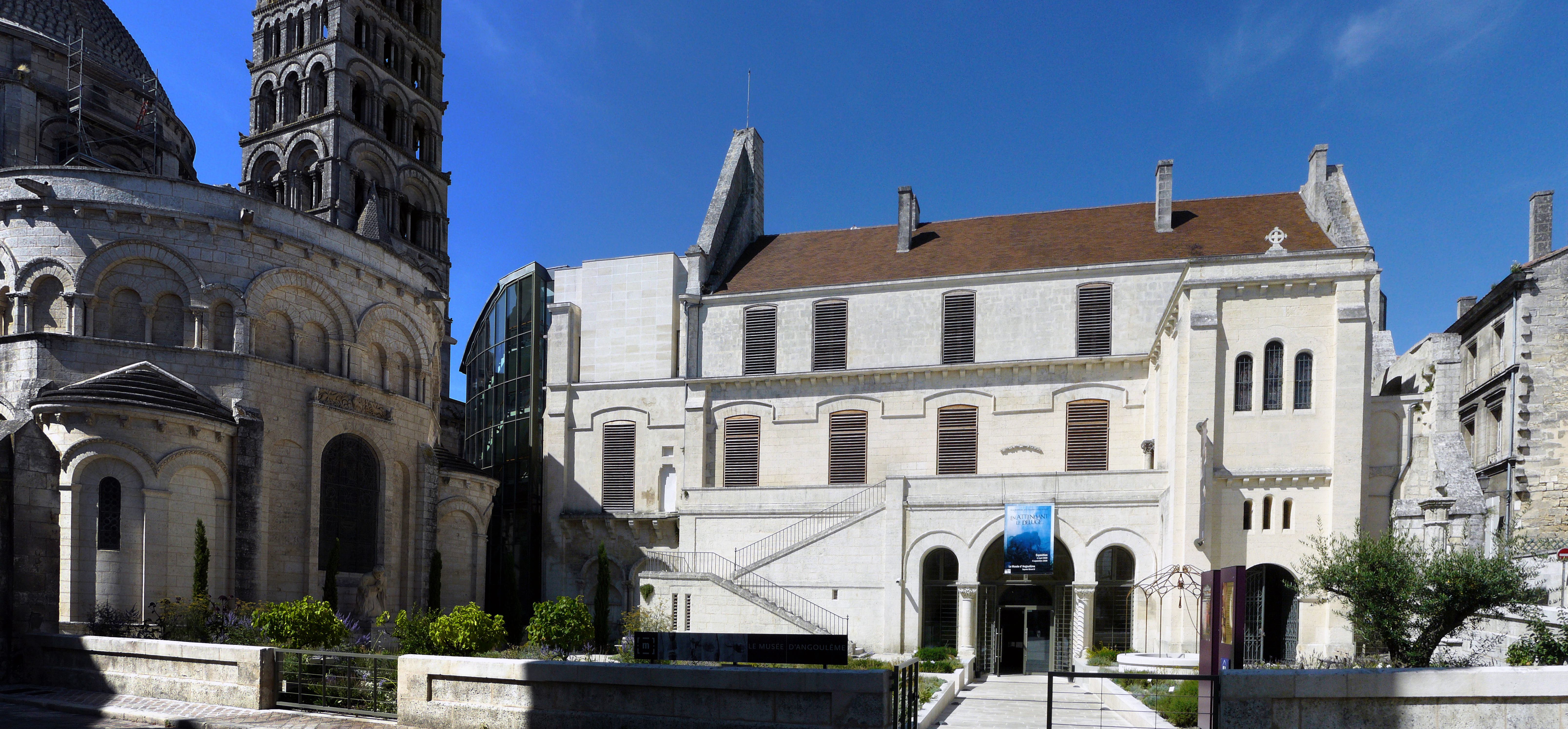
Panorama : l'entrée du musée, la cathédrale, le clocher et l'escalier
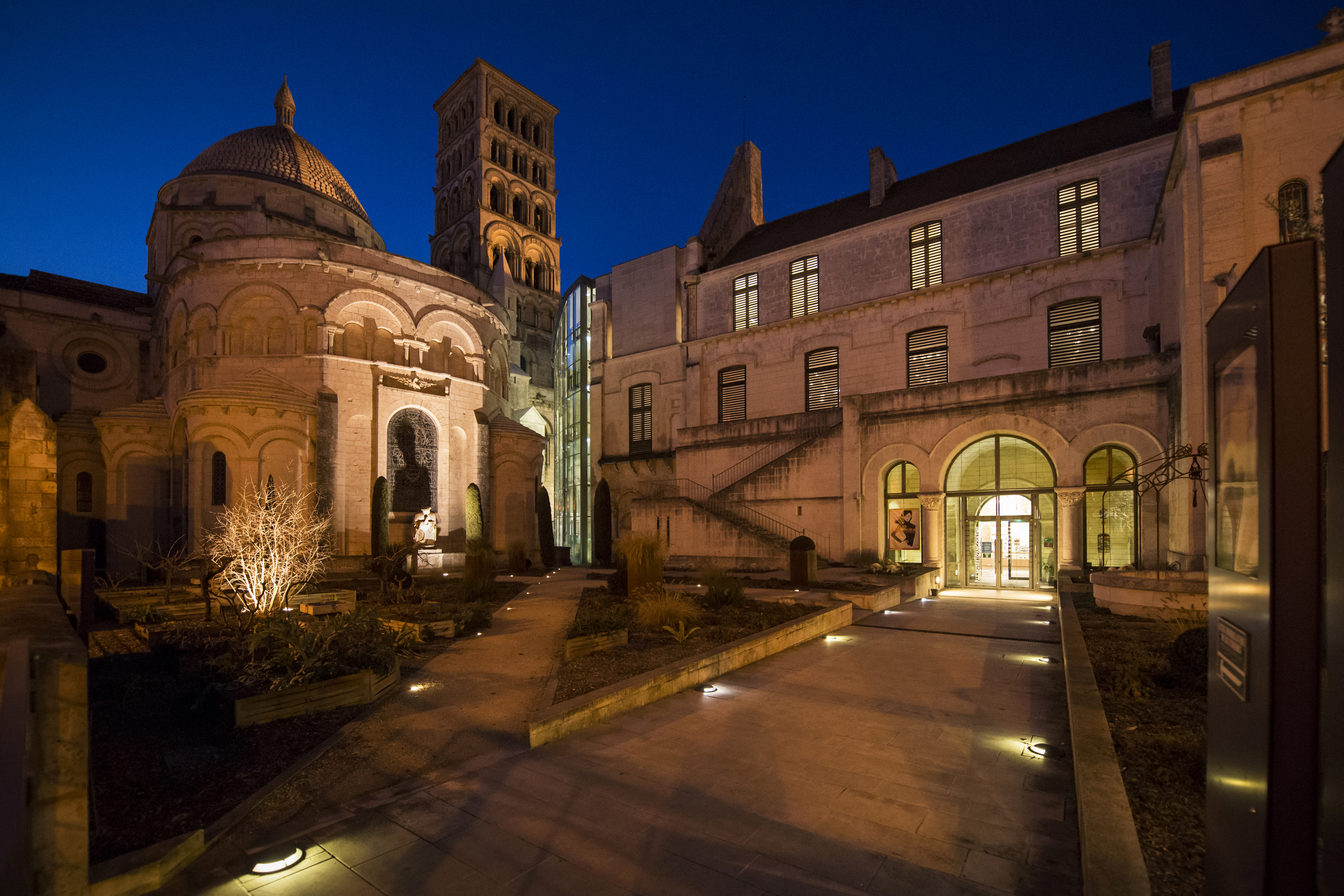
La cathédrale et l'entrée du musée de nuit.

### Rez-de-chaussée

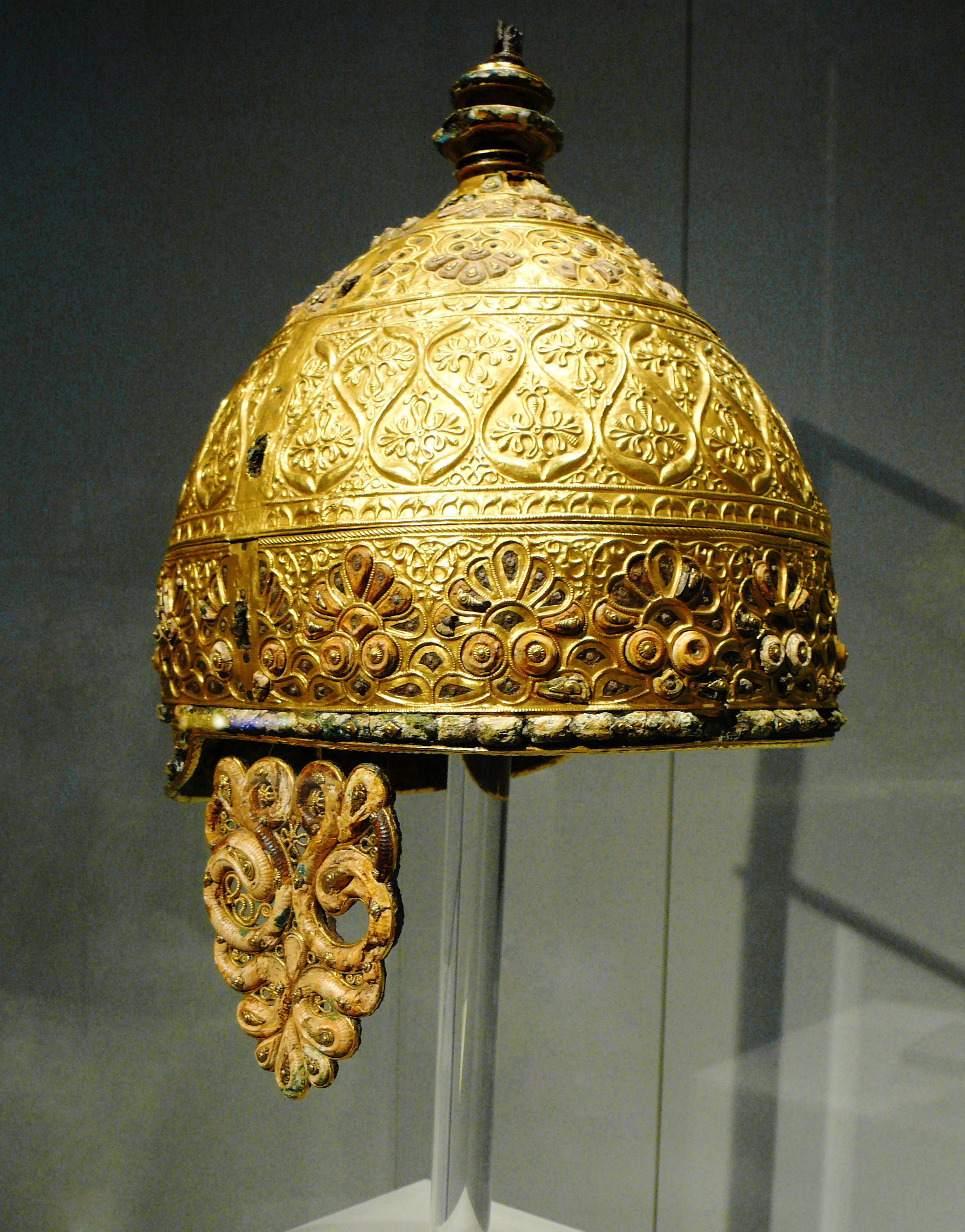
Le casque d'Agris, casque gaulois en fer et bronze plaqué or

Le rez-de-chaussée accueille des collections archéologiques et paléontologiques, évocation de 500 000 ans d'histoire charentaise. Les différentes pièces, issues pour l'essentiel de campagnes de fouilles menées dans le département, sont disposées en huit pôles aux thématiques complémentaires.
Parmi les éléments emblématiques présentés au public figurent notamment des squelettes d'aurochs, des restes d'éléphant antique (elephas antiquus), des crânes d'hommes préhistoriques (Néandertaliens, Cro-Magnon) ainsi que des produits de leur industrie (bifaces, pointes de flèches...). Le monde celtique est également mis à l'honneur. Témoignent de cette période un casque gaulois en fer et bronze plaqué or, richement orné, datant du IVe siècle av. J.-C. trouvé à Agris, des armes, des objets cultuels ou d'usage domestique. 
Le Moyen Âge, enfin, est aussi évoqué dans une dernière thématique, à travers une évocation des grands chantiers d'églises (floraison de l'art roman) ainsi que des fortifications (édification des châteaux-forts). Des collections lapidaires provenant de la cathédrale (chapiteaux, sculptures) permettent d'apprécier le travail des artistes médiévaux.

### Premier étage

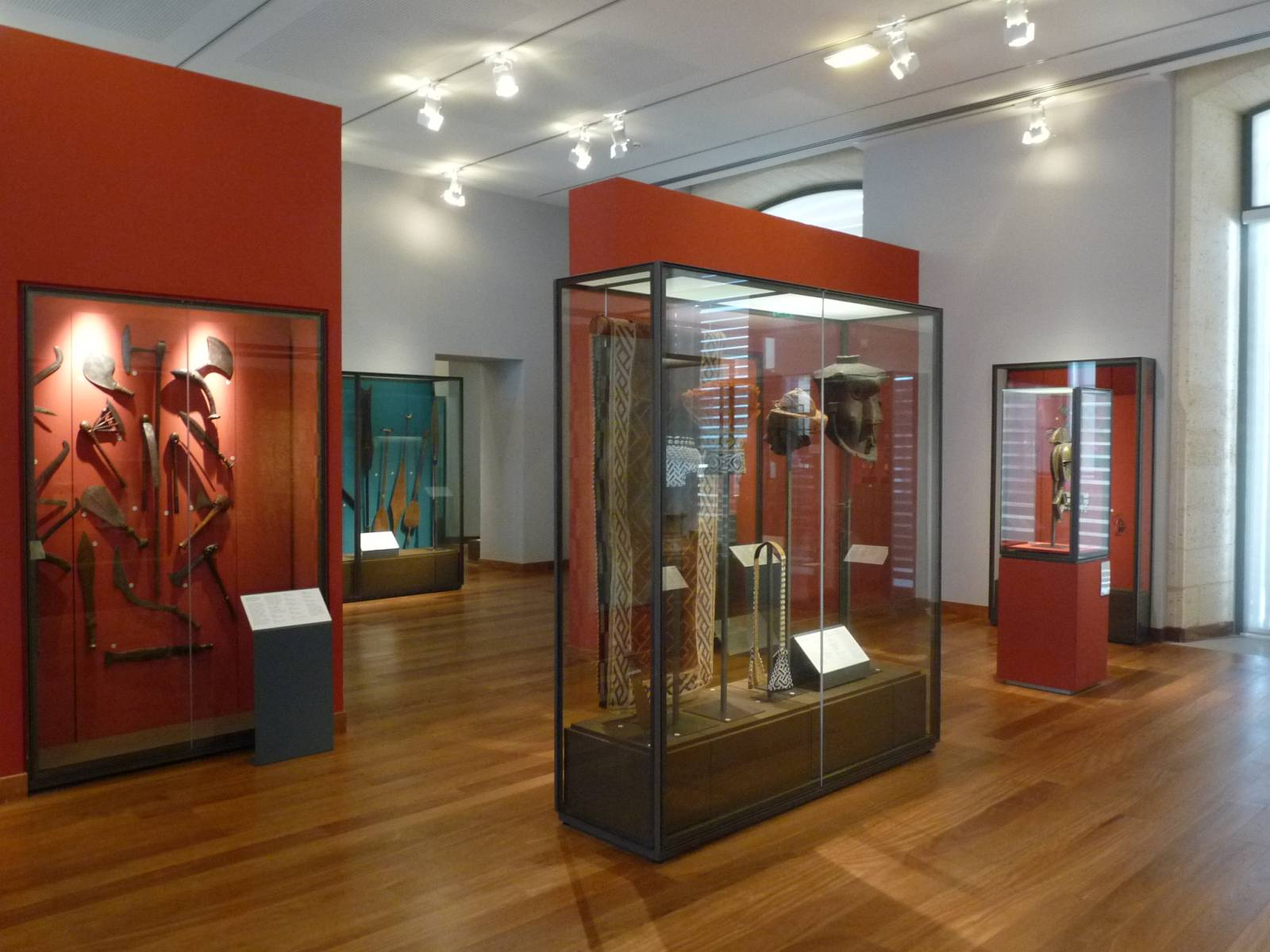
Collections d'art africain et océanien.

Le premier étage est consacré aux collections d'art premier (art africain et océanien pour l'essentiel). La plupart de ces 3 000 pièces inestimables ont été offertes au musée par le Dr Jules Lhomme en 1934, d'autres legs étant venus s'ajouter à cette base d'œuvres d'art depuis lors.
On peut ainsi notamment admirer des statuettes blolo-bla (art baoulé, Côte d'Ivoire), un masque simogui (art toma, Guinée et Libéria), un masque guéré (Côte d'Ivoire), un cimier sogoni kun, dit aussi tyi wara (Mali), une statuette lobi (Burkina Faso et Ghana) un buste de guerrier kanak (Nouvelle-Calédonie), des fétiches, des bijoux, des instruments de musique, des objets rituels, des terres cuites et des vêtements.
La chapelle de l'évêché a été conservée. Ce modeste oratoire présente une voûte sur croisée d'ogive et une série de vitraux aux tons vifs. Ces vitraux portent en bas à gauche une localisation ː Tours et une date ; à droite un  monogramme (peut-être le Tourangeau Julien-Léopold Lobin ?) ; les personnages représentés sont  de gauche à droite ː saint Ausonius, daté de 18??,  Marie et l'Enfant, daté de 1833, saint Hilaire, daté de 1834. 

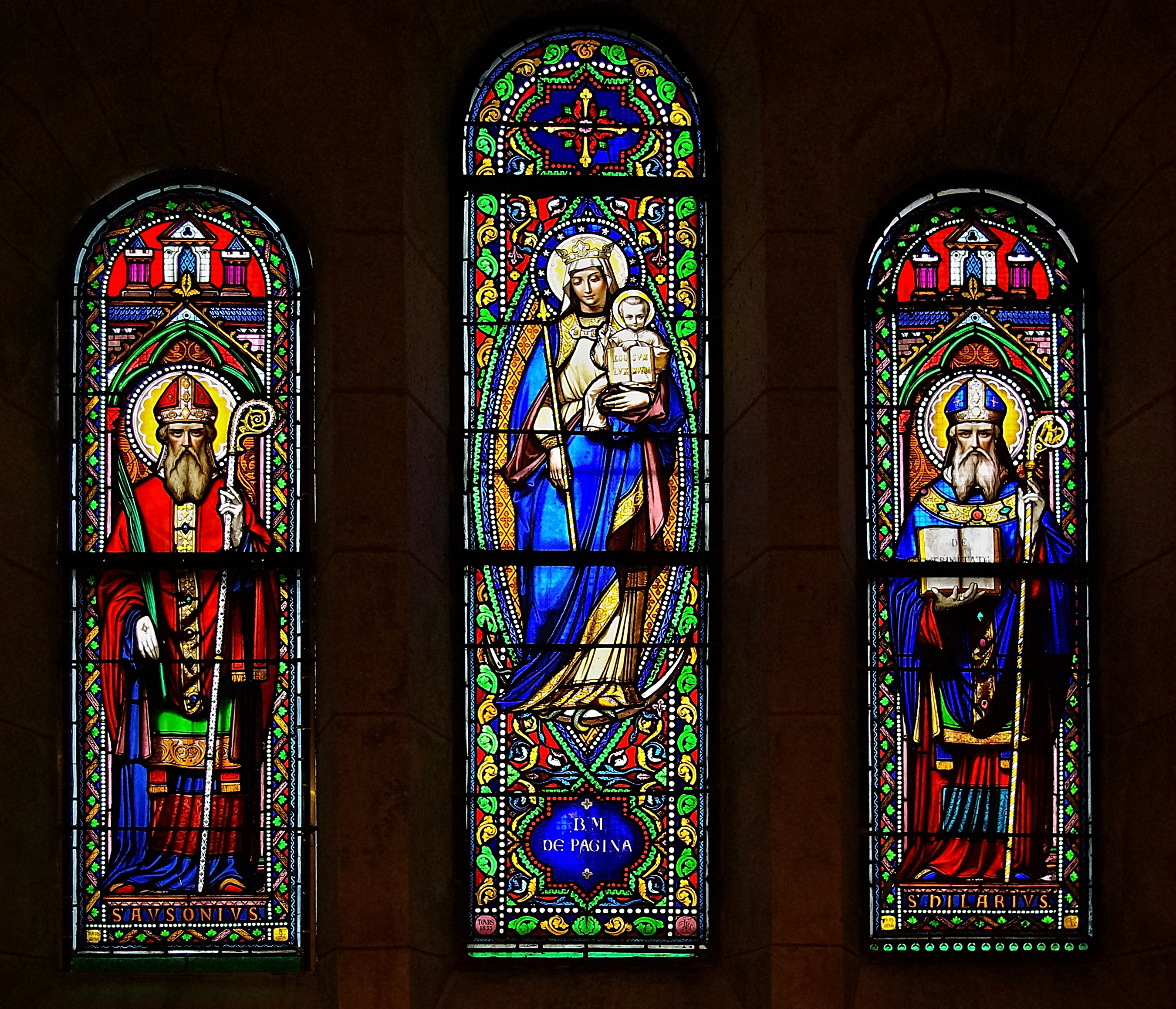
Trois vitraux de la chapelle XIXe conservée dans le musée.

### Second étage
Le second étage est consacré à la peinture, à la sculpture et aux armes. Constituées à partir d'un premier legs du peintre François Rainguet en 1838, les collections comprennent désormais des toiles remarquables, certaines issues des réserves du Louvre, qui couvrent la période allant du XVIe au  XXe siècle. On citera pour la peinture ancienne : La Consternation de Priam et de sa famille après le combat d'Achille et d'Hector, d'Étienne-Barthélémy Garnier,, Young et sa fille' de Pierre-Auguste Vafflard.

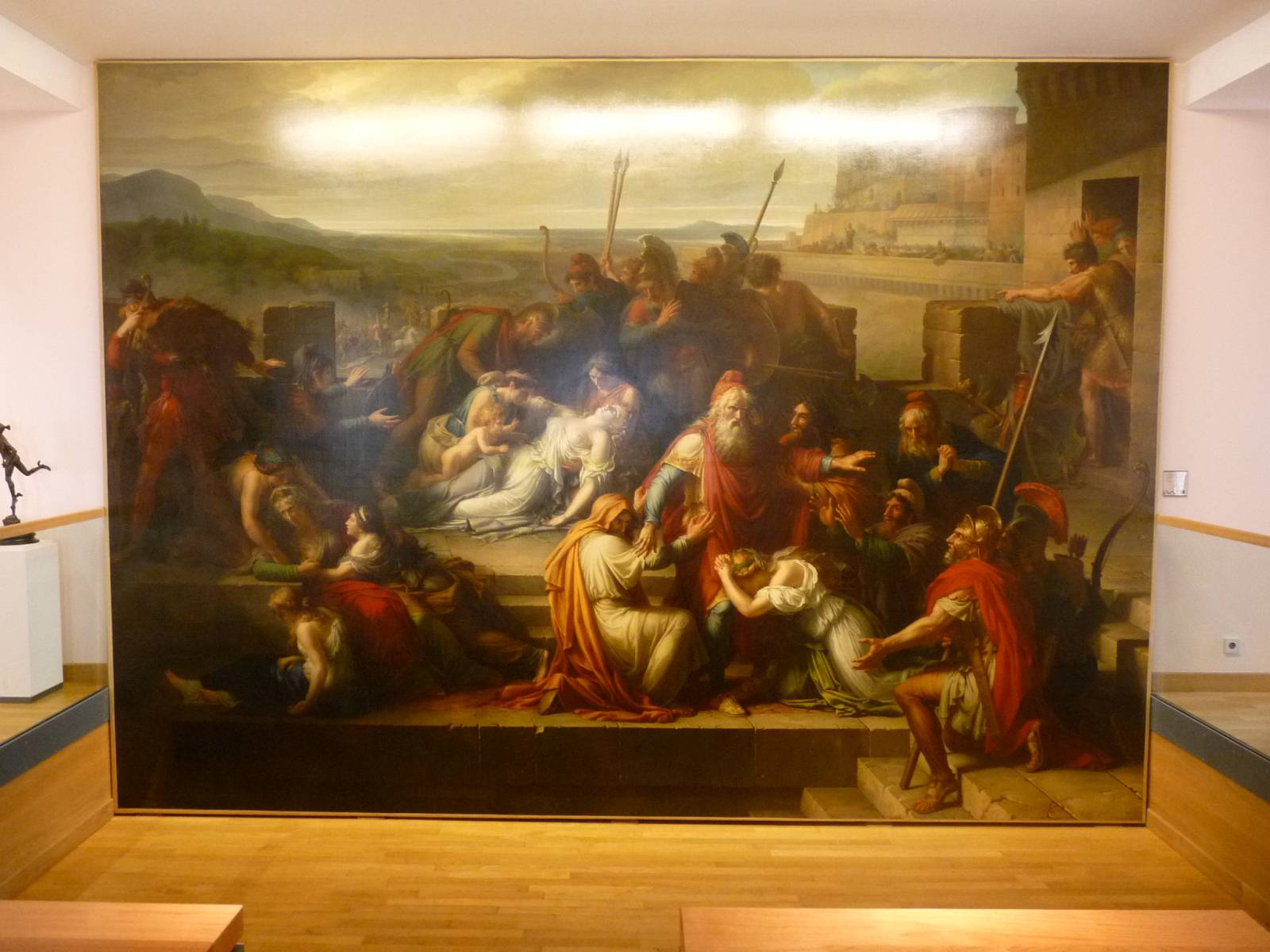
La Consternation de Priam et de sa famille après le combat d'Achille et d'Hector, 1804
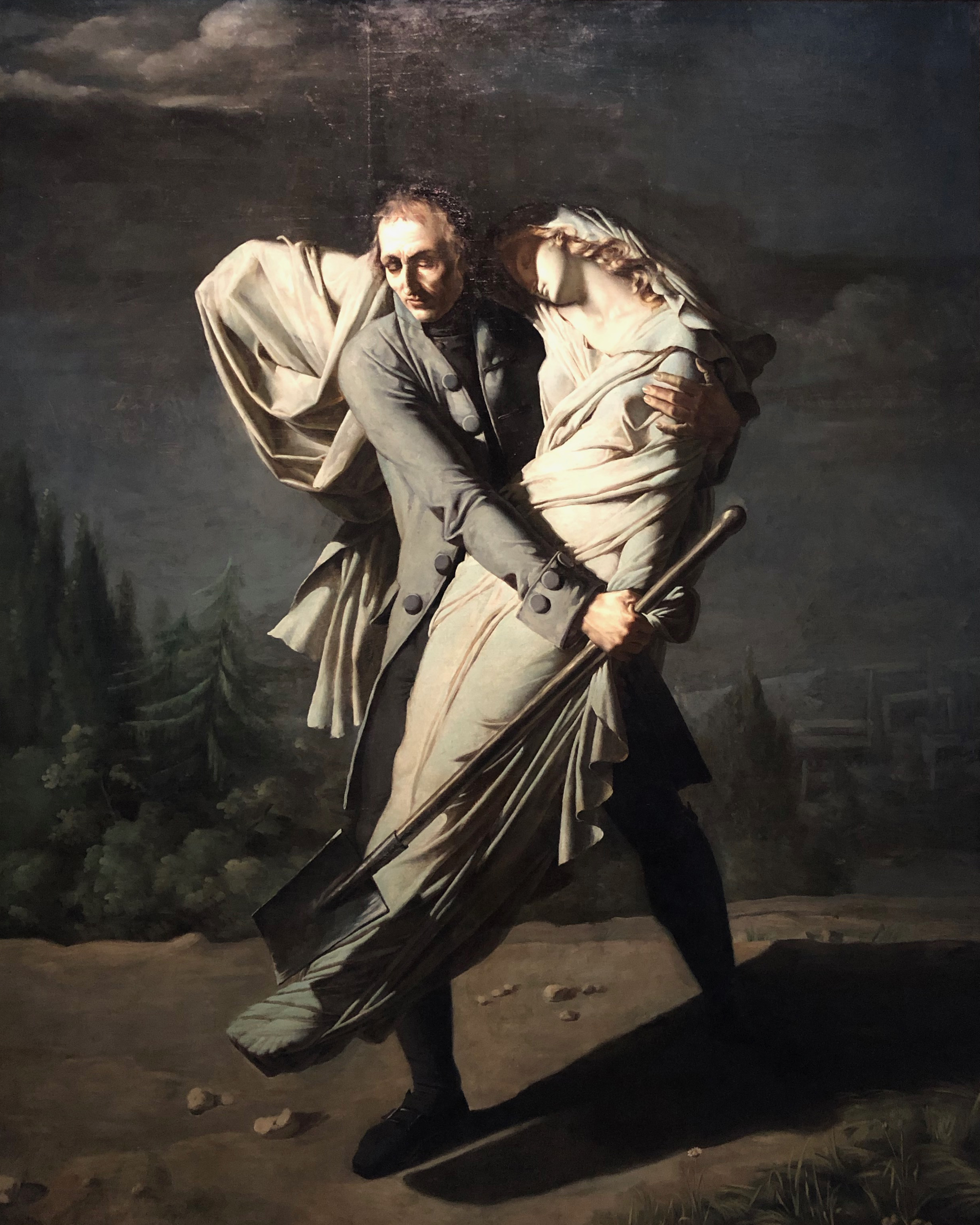
Young et sa fille
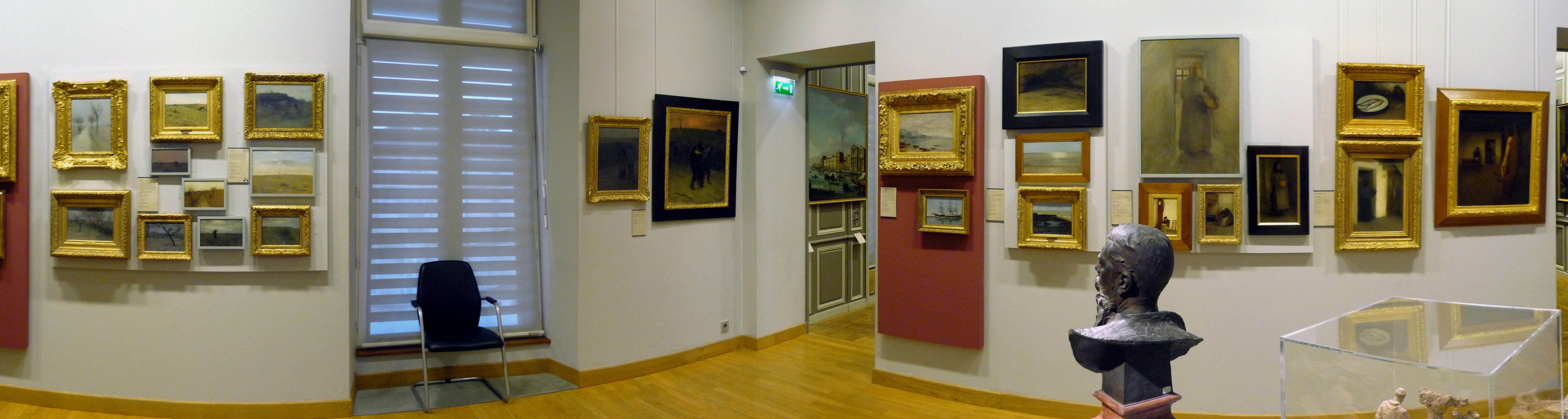
Panoramique d'une des salles des peintures.

On trouve aussi des œuvres de peintres charentais, Léonard Jarraud, Henry Daras... et du sculpteur Raoul Verlet.
D'autres collections ne sont pas exposées (numismatiques, arts graphiques et photographiques, ATP, costumes).

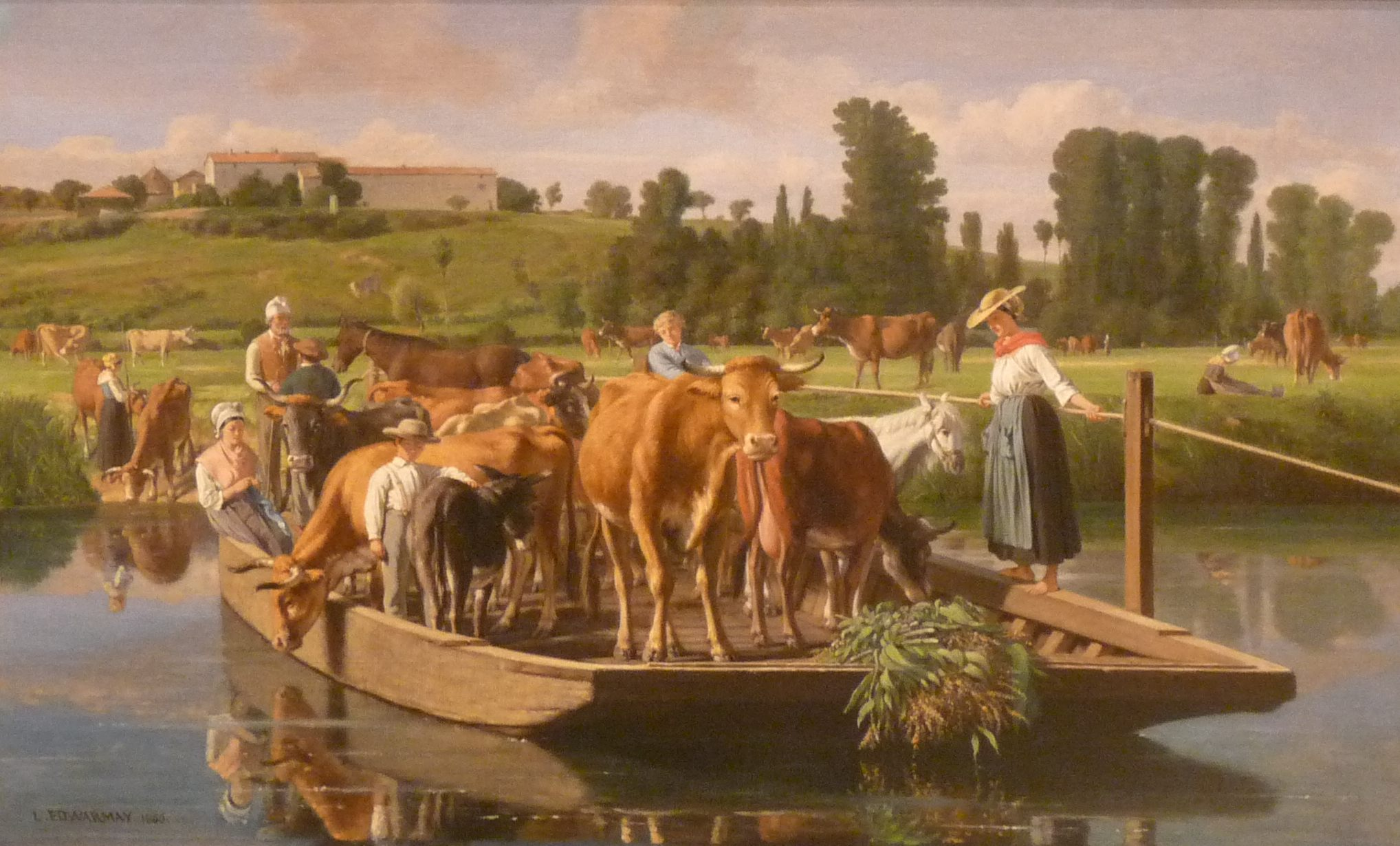
Passage du bac de la Charente à Roffit, Louis-Edouard May, 1866
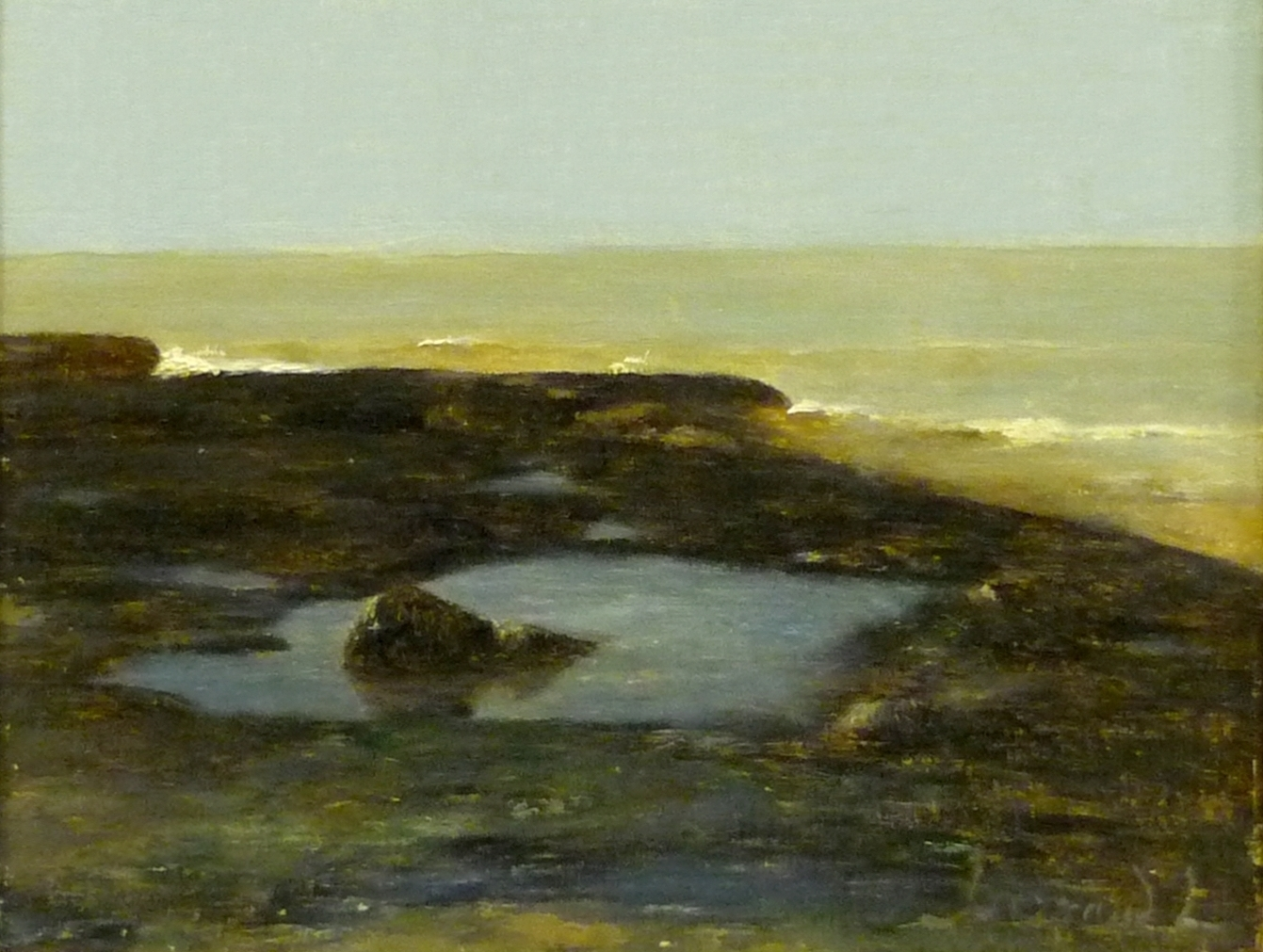
La mer à Royan ou La flaque, Léonard Jarraud, 1871
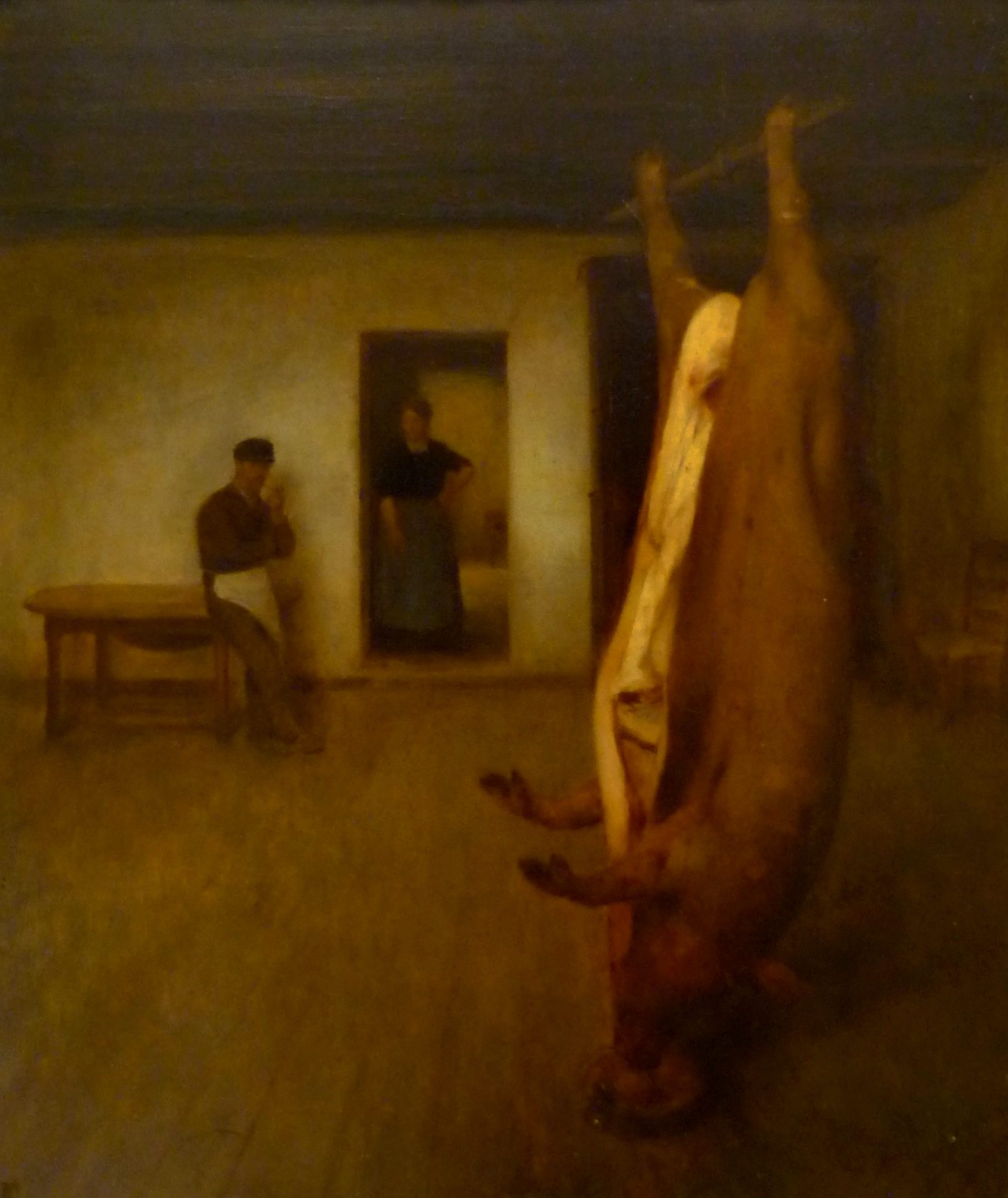
Le Cochon, Léonard Jarraud, 1871
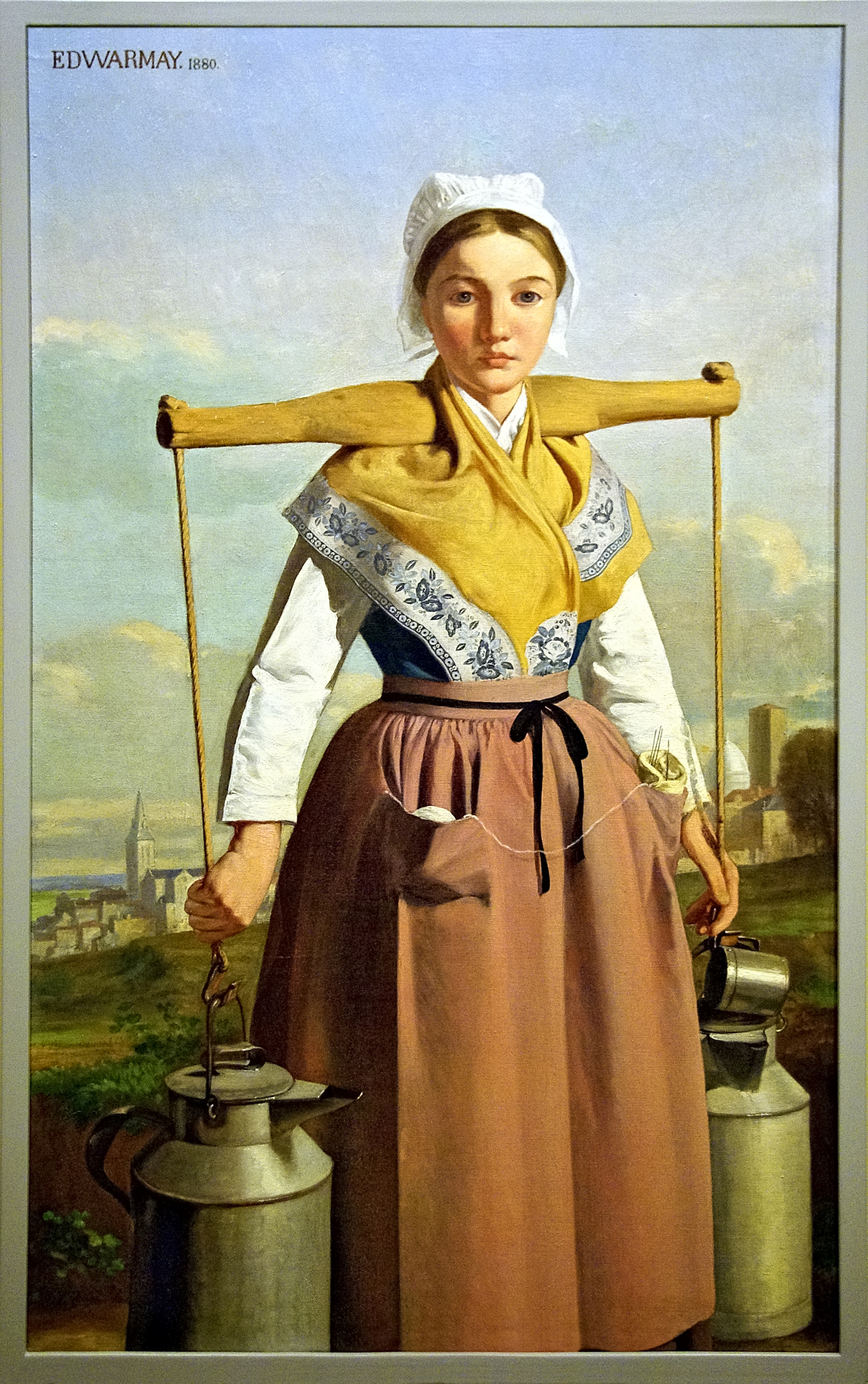
La Petite Laitière, Louis-Edouard May, 1880
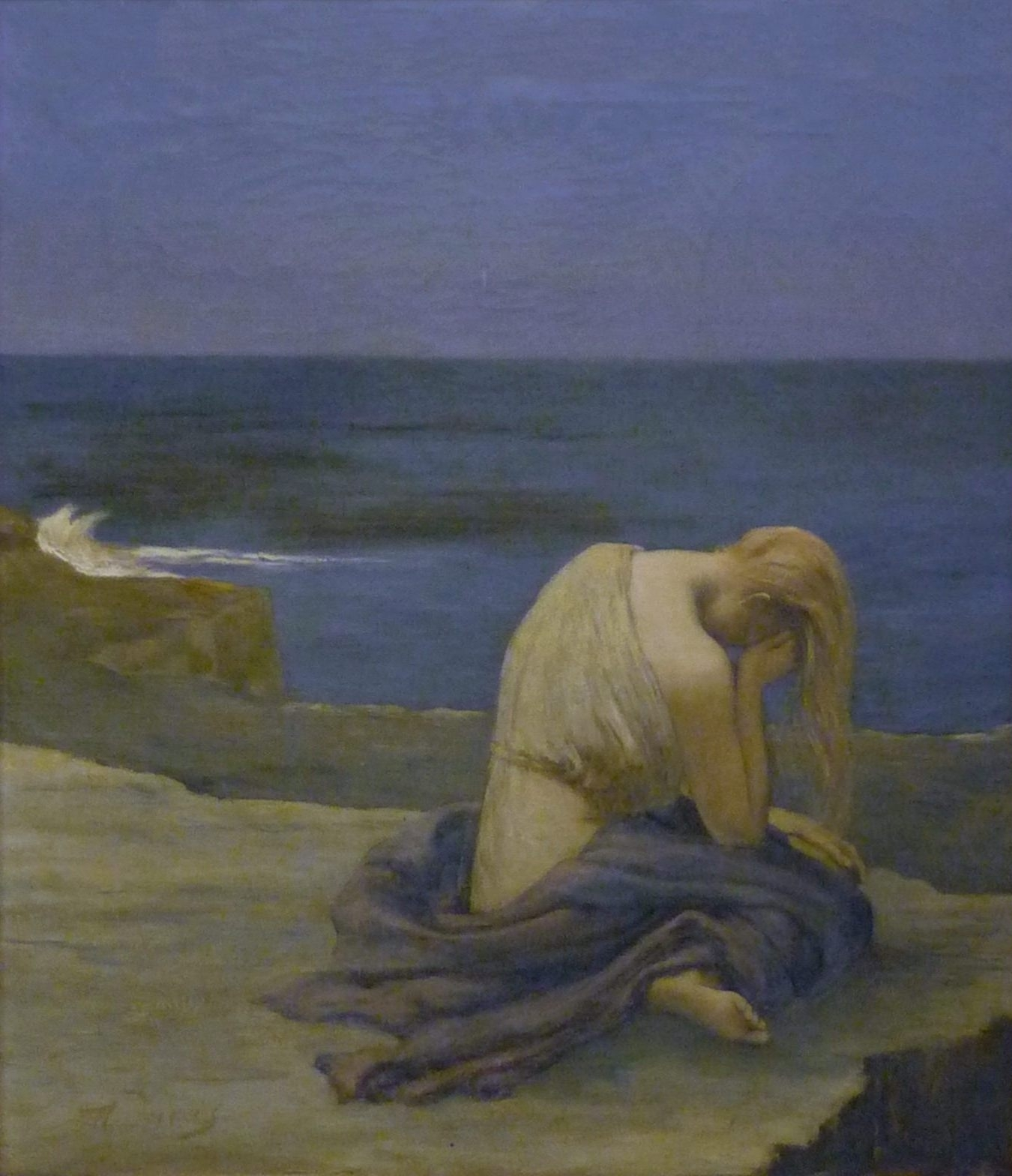
Femme pleurant à la fin du jour, Henry Daras, vers 1918
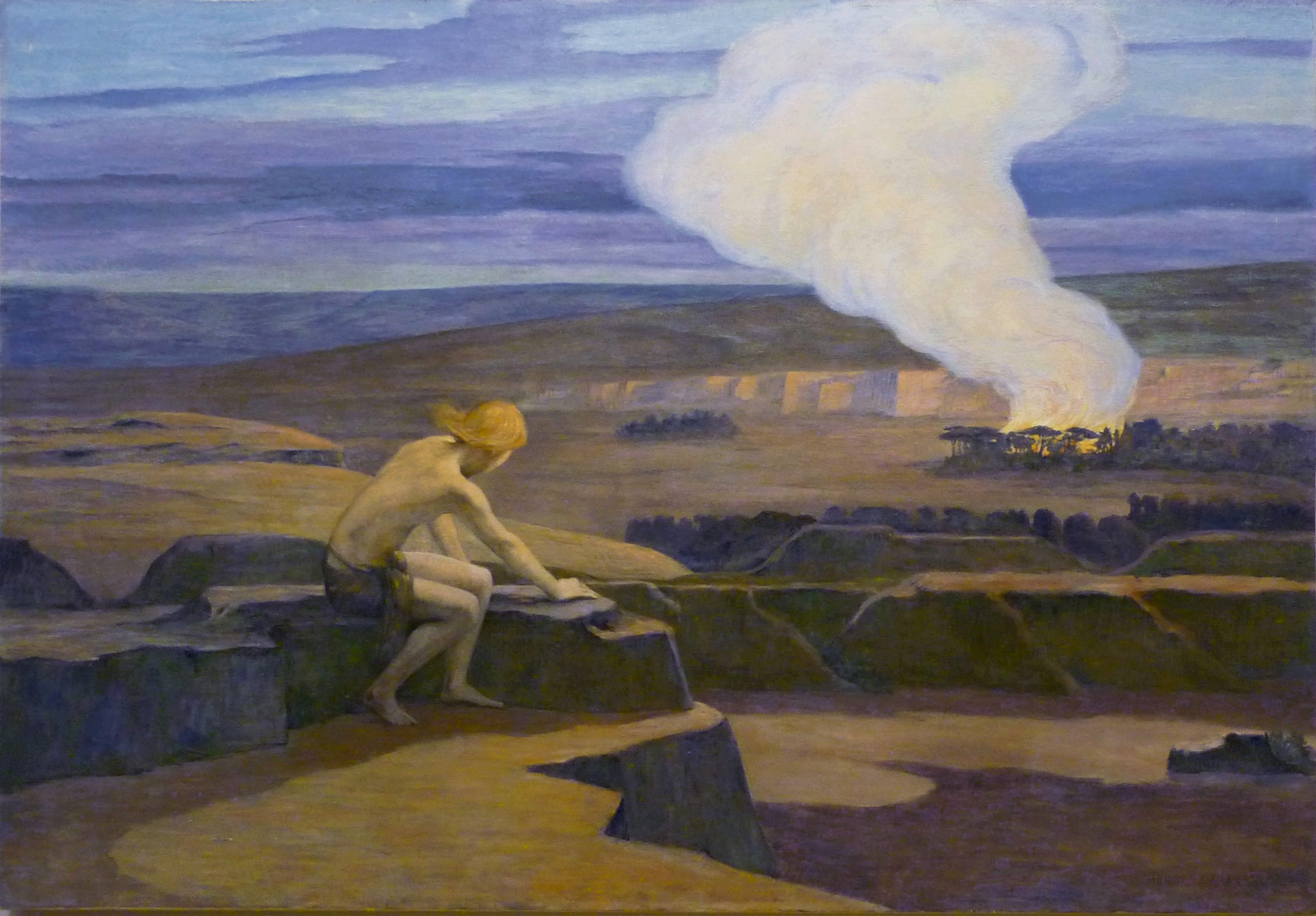
Le Buisson ardent, Henry Daras

## Inventaire du fonds colonial

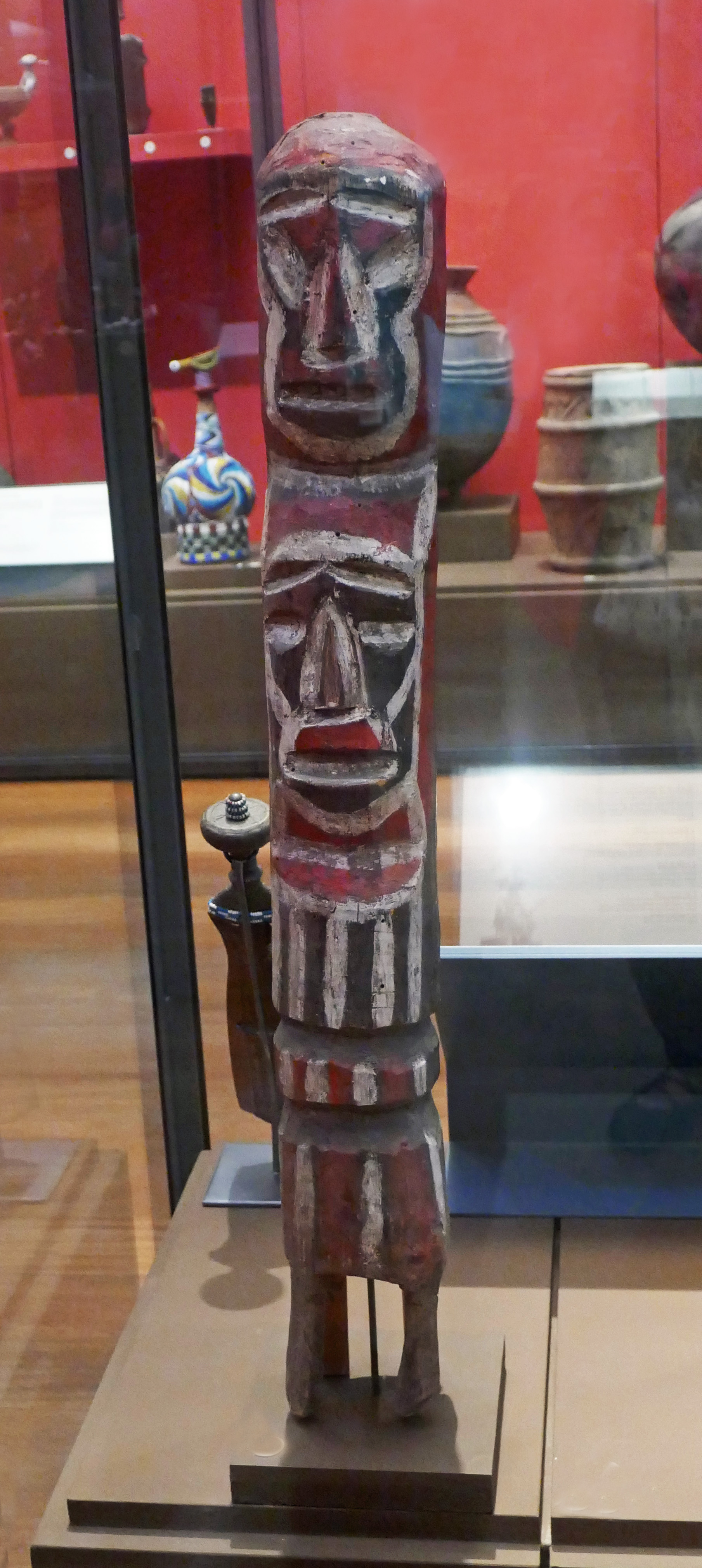
Poteau funéraire du peuple Fali (Nord-Cameroun).

Le Musée d'Angoulême abrite 5 000 pièces africaines. Ce patrimoine colonial, acquis dans les grands ports ou foires coloniales, est principalement issu des campagnes militaires ou de traite négrière, et des missions religieuses ou ethnographiques. Souvent arrivées en France sur la base de « relations dissymétriques », certaines de ces pièces peuvent éventuellement faire l'objet d'une restitution officielle si elles sont réclamées par les anciennes colonies.
Depuis 2023, un projet d'inventaire des collections d’origine subsaharienne est en cours dans six musées d'histoire de Nouvelle-Aquitaine : musée d’Aquitaine, musée d’ethnographie de l’université de Bordeaux, muséum de La Rochelle, musée d'Art et d'Archéologie du Périgord, musée Hèbre de Rochefort et musée d’Angoulême. Intitulé Anada (Afriques-Nouvelle-Aquitaine : décolonisation des arts), le projet consiste dans un premier temps à enquêter pour établir les provenances des collections régionales originaires d’Afrique, puis dans un second temps, d'identifier les œuvres problématiques ou importantes du point de vue des communautés et des États d’origine.
Selon Emilie Salaberry, directrice des musées d’Angoulême, s'il reste beaucoup de travail à faire, Angoulême a la chance de disposer d'un inventaire primitif solide établi par Jules Lhomme, médecin charentais qui a légué plusieurs milliers d'objets en 1934. Récemment, des chercheurs du Mali, Burkina Faso, Côte d’Ivoire, Tchad, et Cameroun sont déjà venus travailler sur les collections du Musée.